# COSAFA
De COSAFA (Council of Southern Africa Football Associations) is een voetbalbond voor landen uit Zuidelijk Afrika. De bond is aangesloten bij de Afrikaanse voetbalbond (CAF). Door de COSAFA worden verschillende toernooien georganiseerd. Het meest bekende toernooi is de COSAFA Cup, die wordt gespeeld vanaf 1997. 

## Leden
| Land        | Lid vanaf | Nationale bond              |
| ----------- | --------- | --------------------------- |
| Angola      | 1997      | Angolese voetbalbond        |
| Botswana    | 1997      | Botswaanse voetbalbond      |
| Comoren     | 2007      | Comorese voetbalbond        |
| Lesotho     | 1997      | Lesothaanse voetbalbond     |
| Madagaskar  | 2000      | Malagassische voetbalbond   |
| Malawi      | 1997      | Malawische voetbalbond      |
| Mauritius   | 2000      | Mauritiaanse voetbalbond    |
| Mozambique  | 1997      | Mozambikaanse voetbalbond   |
| Namibië     | 1997      | Namibische voetbalbond      |
| Seychellen  | 2000      | Seychellerse voetbalbond    |
| Zuid-Afrika | 1997      | Zuid-Afrikaanse voetbalbond |
| Swaziland   | 1997      | Swazische voetbalbond       |
| Zambia      | 1997      | Zambiaanse voetbalbond      |
| Zimbabwe    | 1997      | Zimbabwaanse voetbalbond    |

## Toernooien
- COSAFA Cup – Toernooi waarbij landen van de COSAFA meedoen.
- COSAFA Cup onder 20 – Toernooi waarbij landen met jeugdteams onder 20 meedoen.
- COSAFA Cup onder 17 – Toernooi waarbij landen met jeugdteams onder 17 meedoen.
- COSAFA Beach Soccer Cup

- COSAFA Cup voor vrouwen
- COSAFA Cup onder 20 voor vrouwen